# Сона (Италия)
Сона (итал. Sona) — коммуна в Италии, располагается в провинции Верона области Венеция.
Население составляет 16856 человек (2008 г.), плотность населения составляет 410 чел./км². Занимает площадь 41 км². Почтовый индекс — 37060. Телефонный код — 045.
Покровителем коммуны почитается san Luigi, празднование в первое воскресение сентября.
Празднование 6 августа.

## Демография
Динамика населения:

## Города-побратимы
- Вайлер-Бинген, Германия
- Вадовице, Польша

## Администрация коммуны
- Официальный сайт: http://www.comune.sona.vr.it/